# Tom Keene
Tom Keene nome d'arte di George Duryea (Rochester, 30 dicembre 1896 – Los Angeles, 4 agosto 1963) è stato un attore statunitense, noto soprattutto per i numerosi b-movie di genere western.

## Biografia
Dopo aver studiato alla Columbia University ed al Carnegie Institute of Technology, si trasferì alla fine degli anni venti a Hollywood, dove fece il suo esordio come George Duryea (suo vero nome) nella pellicola Donna pagana (1929), per la regia di Cecil B. DeMille, ed al fianco dell'attrice Lina Basquette. Malgrado la favorevole accoglienza in Europa, soprattutto in Unione Sovietica ed in Germania e negli altri paesi del patto di Varsavia, la pellicola fu un autentico fiasco in madre patria, ma il giovane Duryea riuscì a farsi notare come attore promettente, soprattutto per il suo fisico atletico e prestante. 
Sempre nel 1929 interpretò L'ondata dei forti, uno dei primi western del sonoro, al fianco di Renée Adorée, e la pellicola Il ferroviere con Lon Chaney. A partire dagli anni quaranta, con il nome di Richard Powers, proseguì la carriera come interprete di film western, ma questo genere lo legò a uno stereotipo dal quale egli cercò di liberarsi tentando la strada del teatro, ma senza successo. La sua ultima pellicola fu Plan 9 from Outer Space (1959) di Edward D. Wood Jr..

## Filmografia parziale

### Cinema
- Marked Money, regia di Spencer Gordon Bennet (1928)
- Donna pagana (The Godless Girl), regia di Cecil B. DeMille (1929)
- L'ondata dei forti (Tide of Empire), regia di Allan Dwan (1929)
- Il ferroviere (Thunder), regia di William Nigh (1929)
- L'uomo e la bestia (Tol'able David), regia di John G. Blystone (1930)
- Beyond the Rockies, regia di Fred Allen (1932)
- Nostro pane quotidiano (Our Daily Bread), regia di King Vidor (1934)
- Carmencita (Rebellion), regia di Lynn Shores (1936)
- Così vinsi la guerra (Up in Arms), regia di Elliott Nugent (1944)
- Odio implacabile (Crossfire), regia di Edward Dmytryk (1947)
- Dick Tracy e il gas misterioso (Dick Tracy Meets Gruesome), regia di John Rawlins (1947)
- Il treno ferma a Berlino (Berlin Express), regia di Jacques Tourneur (1948)
- Gli avvoltoi (Return of the Bad Men), regia di Ray Enright (1948)
- Labbra avvelenate (Race Street), regia di Edwin L. Marin (1948)
- Sangue sulla luna (Blood on the Moon), regia di Robert Wise (1948)
- Notturno selvaggio (The Moonlighter), regia di Roy Rowland (1953)
- Plan 9 from Outer Space, regia di Edward D. Wood Jr. (1959)

### Televisione
- Gianni e Pinotto (The Abbott and Costello Show) – serie TV, episodio 2x15 (1954)